# Sedmihlásek hajní
Sedmihlásek hajní (Hippolais icterina) je malý zpěvný pták z čeledi rákosníkovitých (Acrocephalidae).

## Taxonomie
Monotypický druh popsaný L. Vieillotem v roce 1817 pod názvem Sylvia icterina (z latinského icterus = nažloutlý).

## Popis
Je menší než vrabec, štíhlý, nenápadně zbarvený. Dorůstá délky 12–14 cm, v rozpětí křídel měří 21–24 cm a váží 14–20 g. Svrchní stranu těla má zelenavě hnědou, se světlým polem v křídlech, spodinu a tenký nadoční proužek světle žlutý, delší, zašpičatělý zobák oranžový, oči černé a končetiny modrošedé. Obě pohlaví jsou zbarvena stejně, mladí ptáci pak mají bledší spodinu těla.
V západní a jižní Evropě žije blízce příbuzný sedmihlásek švitořivý (H. polyglotta), který světlé pole v křídlech postrádá a má i hnědé, nikoliv modrošedé končetiny a kratší křídla (ruční letky méně vyčnívající nad raménka).

## Hlas
Zpěv, kterým se samci ozývají nejčastěji z vrcholů stromů, je rychlý a složený z řady žvatlavých, flétnovitých a chraptivých tónů a imitací jiných ptáků. Vábí pronikavým „čočovích“.

## Rozšíření
Hnízdí v Evropě a západní i střední Asii, v rozmezí od severovýchodní Francie severně po jihozápadní část Skandinávie, jižně po Švýcarsko, Rumunsko, severní Balkán, Ukrajinu a Krym a východně až po severozápadní úpatí pohoří Altaj. Ve střední Evropě se vyskytuje od května do srpna. Je druhem tažným na dlouhou vzdálenost se zimovišti v subsaharské Africe.

## Výskyt
Žije ve světlých listnatých lesích, remízcích, parcích a zarostlých zahradách s hustým podrostem, často blízko vody.

## Výskyt v Česku
V České republice hnízdí na většině území v nižších polohách v počtu 50 000–100 000 párů. Jeho početnost na českém území v posledních letech mírně klesá.

## Potrava
Živí se hlavně hmyzem, ale požírá též pavouky, měkkýše a bobule. Potravu sbírá nejčastěji z větví stromů a keřů, na zem slétá jen zřídkakdy.

## Hnízdění

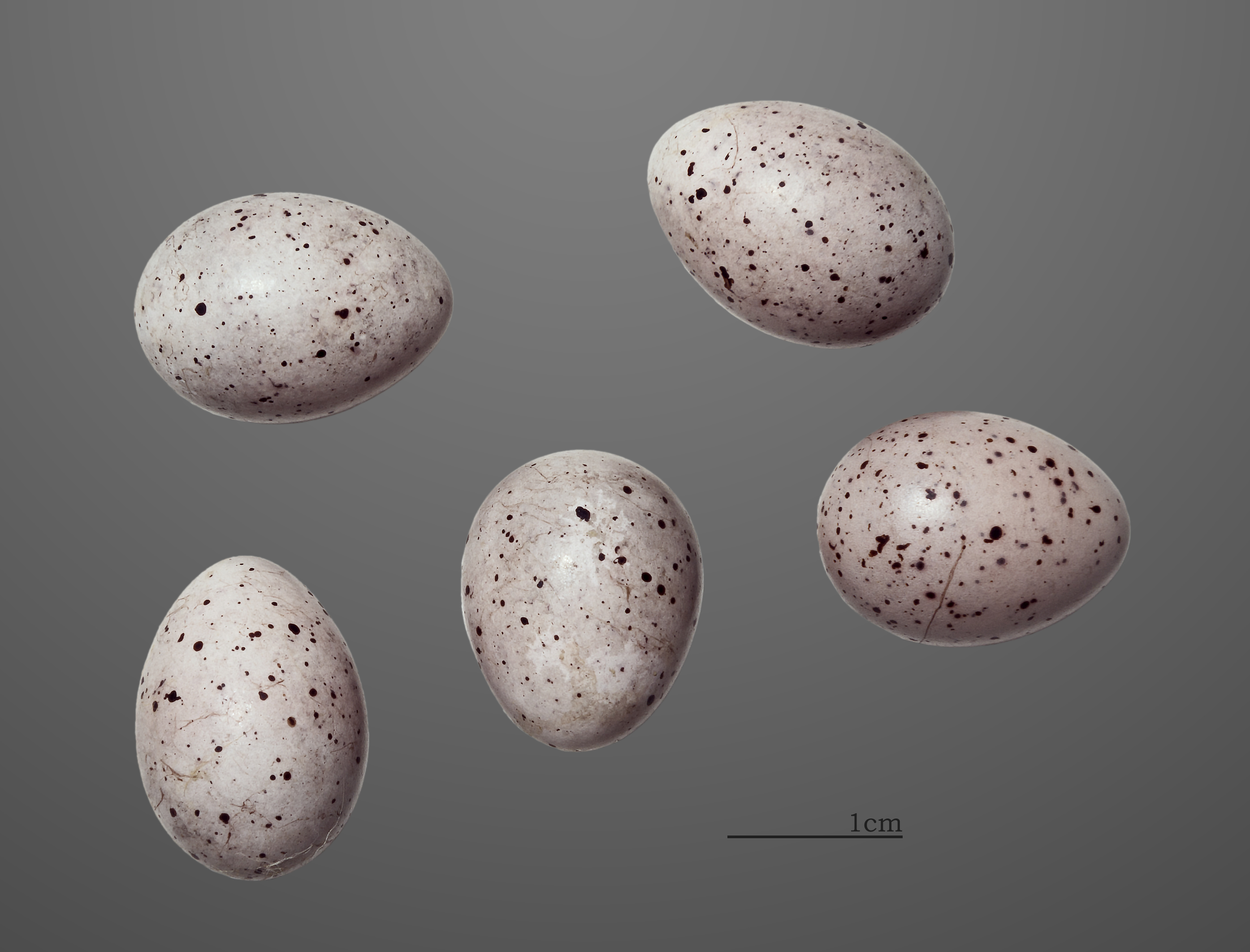
Hippolais icterina

Pohlavně dospívá v druhém kalendářním roce. Ve střední Evropě hnízdí 1× ročně od května do srpna. Křehké, miskovité hnízdo ze stonků, listů, trávy a pavučin, které často obkládá tenkou březovou kůrou, staví ve vidlicích větví stromů nebo vysokých keřů. V jedné snůšce je 4–6 narůžovělých, černě skvrnitých, 18,4 × 13,5 mm velkých vajec, na kterých sedí 12–14 dnů střídavě oba rodiče. Mláďata pak hnízdo opouštějí po 12–13 dnech.

### Video
Jarmila Kačírková: Sedmihlásek hajní (Hippolais icterina) Přerov, 18.6.2019

- https://youtu.be/vJvhJzWC83c